# Bowie at the Beeb
Bowie at the Beeb is een compilatie- en livealbum van de Britse muzikant David Bowie, uitgebracht in 2000. Oorspronkelijk werd het uitgebracht in een 3cd-versie, waarbij de eerste twee cd's bestonden uit opnames die Bowie maakte voor de BBC tussen 1968 en 1972 en de derde cd volledig werd opgenomen bij een concert in het Broadcasting House in Londen. Op latere edities waren alleen de eerste twee cd's inbegrepen.
Op het album staat de enige uitvoering van het nummer "Looking for a Friend", dat volgens radio-DJ John Peel zou worden uitgebracht door Bowie's band Arnold Corns als opvolger van "Moonage Daydream" en "Hang On to Yourself". Dit nummer werd echter nooit uitgebracht.

## Tracklist
- Alle nummers geschreven door Bowie, tenzij anders aangegeven.

CD 1
1. "In the Heat of the Morning" – 3:02
2. "London Bye Ta Ta" – 2:36
3. "Karma Man" – 3:00
4. "Silly Boy Blue" – 6:08
5. "Let Me Sleep Beside You" – 3:17
6. "Janine" – 3:24
7. "Amsterdam" (Jacques Brel) – 3:18
8. "God Knows I'm Good" – 3:36
9. "The Width of a Circle" – 5:21
10. "Unwashed and Somewhat Slightly Dazed" – 5:07
11. "Cygnet Committee" – 9:07
12. "Memory of a Free Festival" – 3:18
13. "Wild Eyed Boy from Freecloud" – 5:55
14. "Bombers" – 3:19
15. "Looking for a Friend" – 3:34
16. "Almost Grown" (Chuck Berry) – 2:44
17. "Kooks" – 3:32
18. "It Ain't Easy" (Ron Davies) – 2:51

CD 2
1. "The Supermen" – 2:51
2. "Oh! You Pretty Things" – 3:15 (alleen in Japan)
3. "Eight Line Poem" – 2:56
4. "Hang On to Yourself" – 2:50
5. "Ziggy Stardust" – 3:26
6. "Queen Bitch" – 2:59
7. "I'm Waiting for the Man" (Lou Reed) – 5:24
8. "Five Years" – 4:24
9. "White Light/White Heat" (Reed) – 3:48
10. "Moonage Daydream" – 4:58
11. "Hang On to Yourself" – 2:50
12. "Suffragette City" – 3:28
13. "Ziggy Stardust" – 3:24
14. "Starman" – 4:05
15. "Space Oddity" – 4:16
16. "Changes" – 3:29
17. "Oh! You Pretty Things" – 2:57
18. "Andy Warhol" – 3:14
19. "Lady Stardust" – 3:21
20. "Rock 'n' Roll Suicide" – 3:08

CD 3
- Alle nummers werden opgenomen in het BBC Radio Theatre in Londen op 27 juni 2000.

1. "Wild Is the Wind" (Dmitri Tjomkin, Ned Washington) – 6:23
2. "Ashes to Ashes" – 5:04
3. "Seven" (Bowie, Reeves Gabrels) – 4:13
4. "This Is Not America" (Bowie, Pat Metheny, Lyle Mays) – 3:44
5. "Absolute Beginners" – 6:32
6. "Always Crashing in the Same Car" – 4:07
7. "Survive" (Bowie, Gabrels) – 4:55
8. "Little Wonder" (Bowie, Gabrels, Mark Plati) – 3:49
9. "The Man Who Sold the World" – 3:58
10. "Fame" (Bowie, John Lennon, Carlos Alomar) – 4:12
11. "Stay" – 5:45
12. "Hallo Spaceboy" (Bowie, Brian Eno) – 5:22
13. "Cracked Actor" – 4:10
14. "I'm Afraid of Americans" (Bowie, Eno) – 5:30
15. "Let's Dance" – 6:20

### Notities
CD 1
- Tracks 1 tot 4 werden opgenomen voor John Peel in Top Gear als "David Bowie and the Tony Visconti Orchestra" op 13 mei 1968. Tracks 1 tot 3 werden uitgezonden op 26 mei 1968.
- Tracks 5 en 6 werden opgenomen voor D.L.T. (Dave Lee Travis Show) als "David Bowie and Junior's Eyes" op 20 oktober 1969. Geen enkele track werd uitgezonden.
- Tracks 7 tot 12 werden opgenomen voor The Sunday Show introduced by John Peel als "David Bowie and the Tony Visconti Trio (aka The Hype)" op 5 februari 1970. De tracks werden uitgezonden op 8 februari 1970.
- Track 13 werd opgenomen voor Sounds of the 70s: Andy Ferris als "David Bowie and the Tony Visconti Trio" op 25 maart 1970. De track werd uitgezonden op 6 april 1970.
- Tracks 14 tot 18 werden opgenomen voor Concert: John Peel als "David Bowie and Friends" op 3 juni 1971. De tracks werden uitgezonden op 20 juni 1971.

CD 2
- Tracks 1 tot 3 werden opgenomen voor Sounds of the 70s: Bob Harris als "David Bowie with Mick Ronson" op 21 september 1971. De tracks werden uitgezonden op 4 oktober 1971.
- Tracks 4 tot 8 werden opgenomen voor Sounds of the 70s: Bob Harris als "David Bowie and The Spiders from Mars" op 18 januari 1972. De tracks werden uitgezonden op 7 februari 1972.
- Tracks 9 tot 13 werden opgenomen voor Sounds of the 70s: John Peel als "David Bowie and The Spiders from Mars" op 16 mei 1972. De tracks werden uitgezonden op 23 mei 1972.
- Tracks 14 tot 17 werden opgenomen voor Johnnie Walker Lunchtime Show als "David Bowie and The Spiders from Mars" op 22 mei 1972. De tracks werden uitgezonden tussen 5 en 9 juni 1972.
- Tracks 18 tot 20 werden opgenomen voor Sounds of the 70s: Bob Harris als "David Bowie and The Spiders from Mars" op 23 mei 1972. De tracks werden uitgezonden op 19 juni 1972.

## Muzikanten
- David Bowie – zang, gitaar, keyboards
- The Tony Visconti Orchestra:
  - Herbie Flowers – basgitaar
  - Barry Morgan – drums
  - John Mclaughlin – gitaar
  - Alan Hawkshaw – keyboards
  - Tony Visconti, Steve Peregrin Took – achtergrondzang
- Junior's Eyes:
  - Mick Wayne – gitaar
  - Tim Renwick – slaggitaar
  - John "Honk" Lodge – basgitaar
  - John Cambridge – drums
- The Tony Visconti Trio (aka The Hype):
  - Tony Visconti – bass
  - Mick Ronson – gitaar
  - John Cambridge – drums
- David Bowie and Friends:
  - Mick Ronson – gitaar, zang
  - Trevor Bolder – basgitaar
  - Mick "Woody" Woodmansey – drums
  - Mark Carr-Pritchard – guitar
  - George Underwood – zang
  - Dana Gillespie – zang
  - Geoffrey Alexander – zang
- David Bowie and The Spiders from Mars:
  - Mick Ronson – gitaar, zang
  - Trevor Bolder – basgitaar
  - Mick "Woody" Woodmansey – drums
- CD 3:
  - Earl Slick – gitaar
  - Mark Plati – gitaar, basgitaar
  - Gail Ann Dorsey – basgitaar, gitaar, zang
  - Sterling Campbell – drums
  - Mike Garson – piano, keyboards
  - Holly Palmer – achtergrondzang, percussie
  - Emm Gryner – achtergrondzang, keyboards
- Additioneel personeel:
  - Nicky Graham – piano op CD 2, tracks 8–19